# 梁同書
梁同書（1723年—1815年），字元穎，號山舟，晚號不翁，九十以後號新吾長翁。錢塘（令浙江杭州）人。清代政治人物、書法家。

## 生平
生於清雍正元年（1723年），其父大學士梁詩正曾奉敕編《三希堂法帖》。乾隆十二年（1747年）中舉人，乾隆十七年（1752年），會試不第，高宗特賜與殿試，散館授編修，大考，擢侍講。嘉慶十二年（1807年）復出為官，不久以足疾告歸。晚年重宴鹿鳴，加侍講學士銜。嘉慶二十年（1815年）卒，年九十三。

## 著作

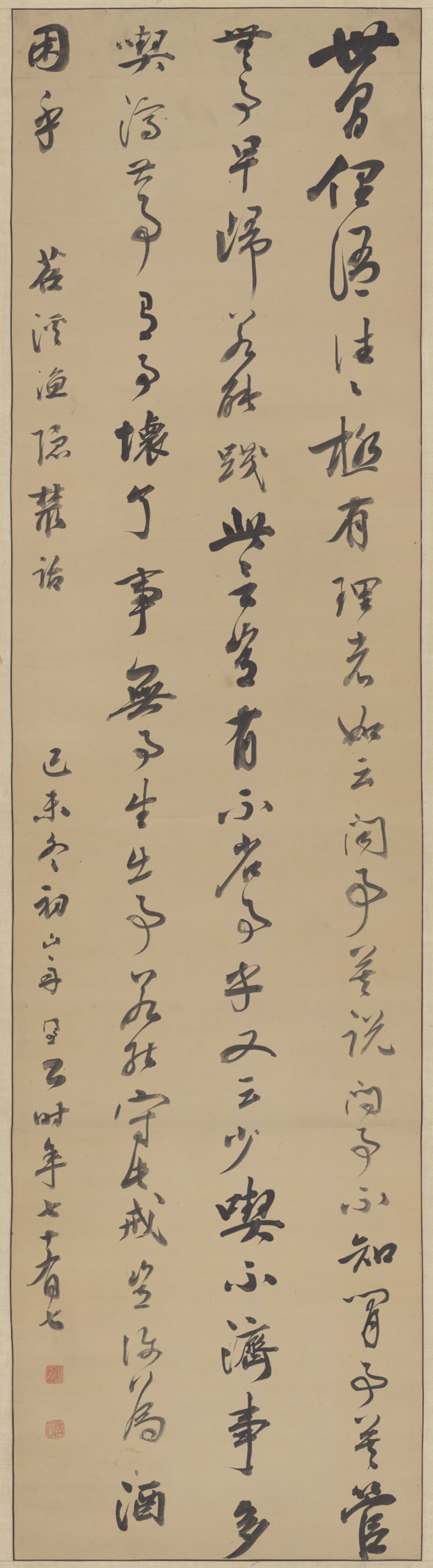
梁同书行书《苕溪渔隐丛话》（北京故宫博物院藏）

嘉慶四年（1799年）以77歲高齡仍能節錄宋代胡仔《苕溪漁隱叢話》，錢泳《履園叢話》曰：“侍講早年書宗趙、董，惟自壯至老，筆筆自運，不屑依傍古人，故所書全無帖意。”。著有《頻羅庵遺集》。

## 書法
自幼接觸書法，能寫擘窠書，工於楷、行書，初學顏真卿、柳公權，中年取法米芾，以後融匯貫通，與劉墉、翁方綱、王文治並稱“清代四大家”，又與梁巘、梁國治並稱“三梁”。同書善於鑒別前人手跡，過眼即判其真偽。

## 延伸阅读
[在维基数据编辑]
 《清史稿·卷503》，出自趙爾巽《清史稿》
 在维基共享资源阅览影像